# Carousel (musical)
Carousel is een Amerikaanse musical van Oscar Hammerstein II (libretto) en Richard Rodgers (muziek), die voor het eerst werd opgevoerd op Broadway in 1945.
Hammerstein en Rodgers hadden voordien reeds met succes de musical Oklahoma! geschreven (1943), later zouden ze samenwerken aan The Sound of Music.
Carousel is een Amerikaans stuk, gebaseerd op het Hongaarse toneelstuk Liliom van Ferenc Molnár uit 1909.

## Bekende liedjes uit Carousel
- You'll Never Walk Alone
- If I Loved You
- June Is Bustin' Out All Over

Ondanks de vele opvoeringen van Carousel bleef de musical relatief onbekend. Eind 20ste eeuw werden reprises gegeven in New York en Londen, maar zonder langdurig succes. Carousel werd door Time uitgeroepen tot de beste musical van de 20ste eeuw.